# Championnat du Gabon de football 2020
Navigation
National Foot 1 2019 National Foot 1 2022
Le championnat du Gabon de football 2020 est la quarante-quatrième édition du championnat du Gabon. 
Le championnat reprend avec une nouvelle formule. Les participants sont répartis dans deux groupes de sept équipes. Les équipes se rencontrent quatre fois, deux fois en match aller et deux fois en match retour. Après une première phase, les meilleurs clubs devaient se retrouver dans un mini-championnat pour déterminer le champion du Gabon.
Après la 6e journée, le championnat est suspendu à cause de la pandémie de Covid-19. Il est ensuite définitivement arrêté le 9 juillet 2020. Les deux premiers de chaque poule au moment de la suspension sont qualifiés pour les compétitions continentales.

## Participants
Groupe A :
- CF Mounana
- Bouenguidi Sport - promu de D2
- Akanda FC
- US Oyem
- AO Cercle Mberi sportif
- Stade migovéen
- AS Dikaki

Groupe B :
- AS Mangasport
- AS Pélican
- AS Stade Mandji
- US Bitam
- Missile FC
- Olympique Mandji
- Football Canon 105 de Libreville - promu de D2

## Compétition

### Classement

#### Première Phase
| Rang | Équipe                   | Pts | J | G | N | P | Bp | Bc | Diff |
| ---- | ------------------------ | --- | - | - | - | - | -- | -- | ---- |
| 1    | Bouenguidi SportP        | 16  | 6 | 5 | 1 | 0 | 11 | 5  | +6   |
| 2    | CF Mounana               | 13  | 6 | 4 | 1 | 1 | 8  | 2  | +6   |
| 3    | US Oyem                  | 8   | 6 | 2 | 2 | 2 | 6  | 6  | 0    |
| 4    | Akanda FC                | 7   | 6 | 1 | 4 | 1 | 4  | 5  | -1   |
| 5    | AO Cercle Mbéri SportifT | 4   | 6 | 0 | 4 | 2 | 4  | 6  | -2   |
| 6    | Stade Migovéen           | 4   | 6 | 0 | 4 | 2 | 2  | 4  | -2   |
| 7    | AS Dikaki                | 2   | 6 | 0 | 2 | 4 | 4  | 11 | -7   |

| Rang | Équipe                   | Pts | J | G | N | P | Bp | Bc | Diff |
| ---- | ------------------------ | --- | - | - | - | - | -- | -- | ---- |
| 1    | AS Mangasport            | 13  | 6 | 4 | 1 | 1 | 8  | 5  | +3   |
| 2    | AS Pélican               | 11  | 6 | 3 | 2 | 1 | 7  | 5  | +2   |
| 3    | US Bitam                 | 9   | 6 | 2 | 3 | 1 | 6  | 3  | +3   |
| 4    | AS Stade Mandji          | 9   | 6 | 2 | 3 | 1 | 5  | 2  | +3   |
| 5    | FC Canon 105 LibrevilleP | 5   | 6 | 0 | 5 | 1 | 4  | 5  | -1   |
| 6    | Lozo Sport               | 4   | 6 | 0 | 4 | 2 | 3  | 5  | -2   |
| 7    | Missile FC               | 2   | 6 | 0 | 2 | 4 | 4  | 12 | -8   |

#### Play off championnat
Les play-off sont annulés.

## Bilan de la saison
| Championnat du Gabon de football 2020                             |                  |
| Champion                                                          | aucun            |
| Coupes et trophées                                                |                  |
| Vainqueur de la Coupe du Gabon 2020                               | non disputée     |
| Qualifications continentales                                      |                  |
| Ligue des champions de la CAF 2020-2021                           | Bouenguidi Sport |
| Coupe de la confédération 2020-2021                               | AS Mangasport    |
| Promotions et relégations                                         |                  |
| Promus en Championnat du Gabon de football                        | aucun            |
| Relégués en Championnat du Gabon de football de deuxième division | aucun            |